# Resolució 504 del Consell de Seguretat de les Nacions Unides
La Resolució 504 del Consell de Seguretat de les Nacions Unides, aprovada el 30 d'abril de 1982 després de rebre representacions de l'Organització per a la Unitat Africana (OUA) i Txad, observant la cooperació entre les Nacions Unides i la OUA, el Consell va prendre nota de la decisió de la OUA d'establir una força de manteniment de la pau al Txad a causa de la guerra civil.
La resolució va continuar demanant al secretari general de les Nacions Unides que adoptés les mesures necessàries per donar suport a la missió, inclòs el finançament.
No es van donar detalls de la votació, a part d'això, que es va adoptar "per consens".